# Lilla Kvarntjärnen, Värmland
Lilla Kvarntjärnen är en sjö i Arvika kommun i Värmland och ingår i Göta älvs huvudavrinningsområde.